# Wilder Mann (Dresden)
Wilder Mann ist ein Stadtviertel im Nordwesten von Dresden. Es liegt direkt am Hang des Dresdner Elbtalkessels im Stadtbezirk Pieschen. Korrekt sagt man „am Wilden Mann“, falsch ist „in Wilder Mann“. Dass sich die Bezeichnung bis heute erhielt, ist einem bis 1897 eigenständigen Gutsbezirk sowie einem bis 1945 bekannten Ausflugslokal gleichen Namens zu verdanken.

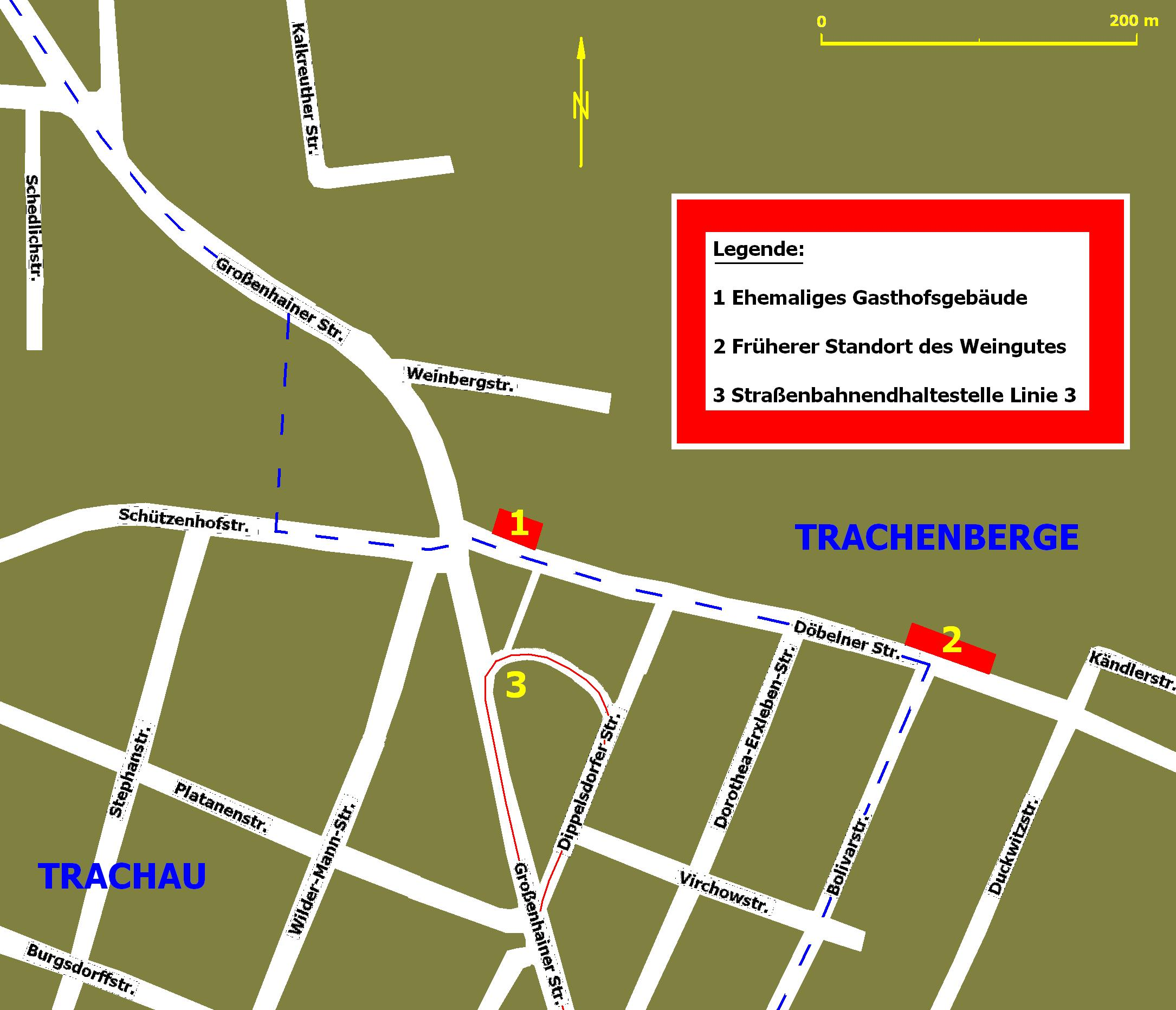
Stadtplanausschnitt Dresden-Wilder Mann

## Lage
Das Viertel Wilder Mann ist geographisch nicht genau eingrenzbar. Es erstreckt sich über den Westen Trachenberges und den Nordosten Trachaus (die Grenze zwischen beiden Stadtteilen verläuft entlang der Großenhainer und Döbelner Straße). Daher hat der Wilde Mann im Gegensatz zum ähnlich entstandenen Stadtteil Weißer Hirsch keine amtlichen Angaben über die Einwohnerzahl und auch keine fest abgegrenzte Fläche. Seine ungefähren Grenzen verlaufen jedoch im Osten an der Bolivarstraße, im Süden etwa an der Platanenstraße, im Westen auf Höhe der Stephanstraße und im Norden an der Kalkreuther Straße. Direkt nördlich des Wilden Mannes befinden sich die Junge Heide und der Heidefriedhof.

## Geschichte
Einer erstmals 1895 im Dresdner Anzeiger kolportierten Sage nach soll ein kleines Areal an der heutigen Döbelner Straße nach Ende des Dreißigjährigen Krieges (1648) vom Kurfürsten Johann Georg († 1656) an einen Einsiedler verschenkt worden sein, nachdem dieser dem Landesherren bei einem Raubüberfall das Leben gerettet hatte. Die Sage „scheint nichts weiter zu sein, als die Geschäftstaktik des Eigentümers des ehemaligen Gasthofs Wilder Mann Gustav Emil Weber (1852–1932), der sich dadurch eine größere Anziehungskraft für seinen Gastwirtsbetrieb versprach“.
Erster nachgewiesener Besitzer war der spätere Dresdner Bürgermeister Philipp Strobel (1643–1702). Er begründete 1680 östlich des Steilanstiegs der heutigen Großenhainer Straße ein Weingut, auf dem auch Acker- und Viehwirtschaft betrieben wurden. Es lag inmitten des als „die Trachenberge“ bezeichneten, damals neu angelegten, langgestreckten Weinberges zwischen Geblerstraße und Radeburger Straße. Strobel war Inhaber des Schankrechts und schenkte Wein, Most und seit 1690 auch Bier aus. Strobels Schwiegersohn Lüder Hildebrand, Generaladjutant Augusts des Starken, erweiterte den Besitz beträchtlich um einige Anbauten und Flure, so dass sich das Gut auf die heutigen Grundstücke Döbelner Straße 108 bis 116 erstreckte. Er erhielt zusätzlich zum Ausschank die Konzessionen zum Backen, Schlachten und Branntweinbrennen und wählte als Wirtszeichen die Gestalt des Wilden Mannes, welches in einer am 7. Mai 1710 ausgestellten Urkunde Erwähnung fand. „Da Hildebrand aus Niedersachsen stammte, ist es durchaus möglich, dass ihm als Vorbild dafür die Wappenfigur des Wildermanntalers diente“.

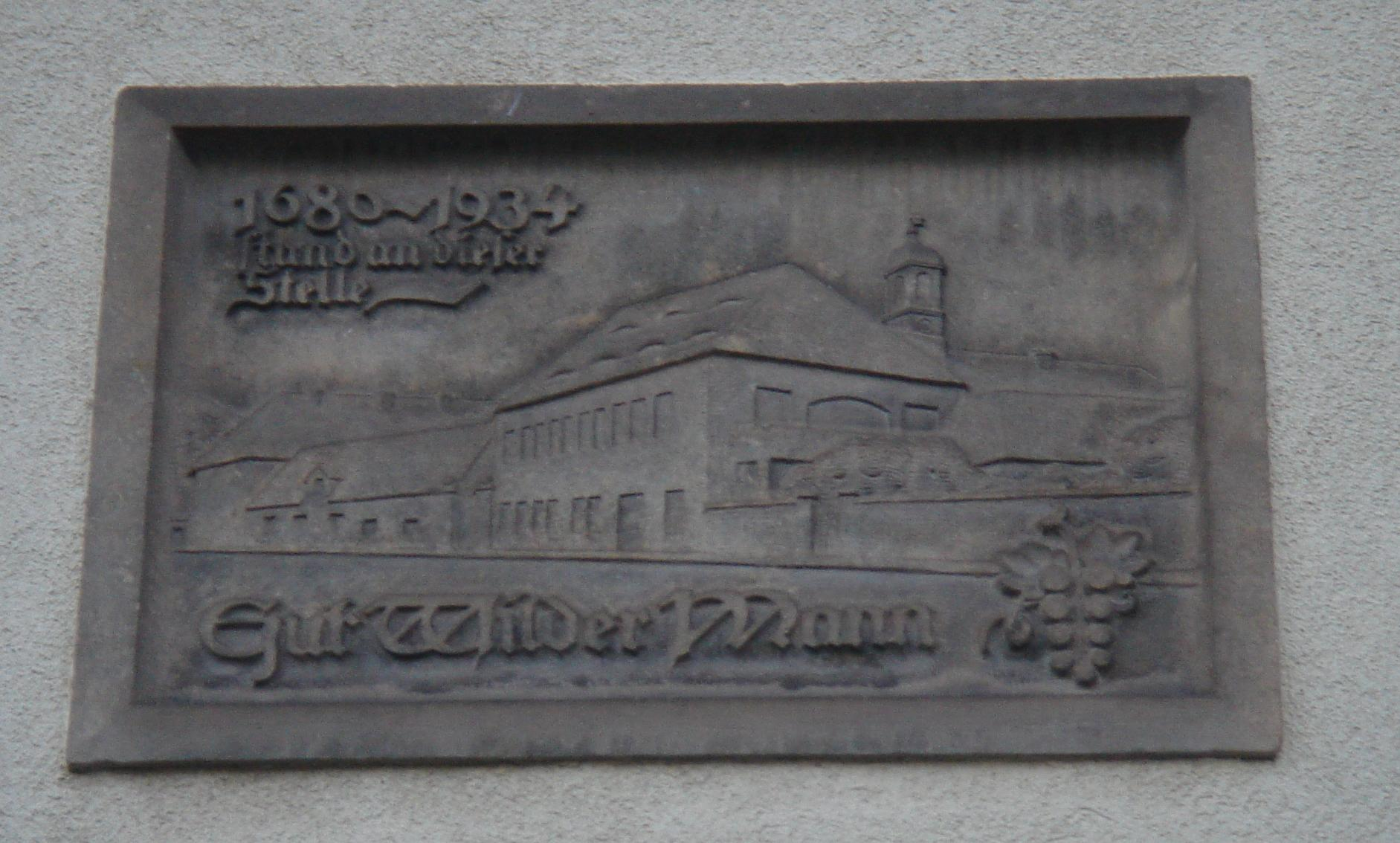
Erinnerungstafel an das ehemalige Weingut Wilder Mann an der Fassade des Wohnhauses Döbelner Straße 110 in Dresden

Nach dem Tode Hildebrands im Jahr 1732 wechselten die Besitzer des ein Jahr später als Vorwerk Wildermann erwähnten Weinguts in rascher Folge. Unter ihnen waren bemerkenswert viele Frauen, zum Beispiel Henriette von Benckendorff und Frau Obrist-Leutnantin von Leipziger. Johanna Rosine Starcke, ab 1764 verheiratete von Zittwitz, erwarb 1762 das Gut und das Schankrecht. Sie trieb gegen viele Widerstände die Verlegung des Ausschankes in ein weiter westlich gelegenes, kleines hölzernes Weinberghaus (heute Döbelner Straße 130) voran, was schließlich am 19. Juli 1773 durch den sächsischen Kurfürsten Friedrich August III. genehmigt wurde. Sie argumentierte mit einer wahrscheinlichen Steigerung der Pachterträge, wenn der Ausschank von dem etwas abgelegenen Gut an die belebte Straße von Dresden über Moritzburg nach Großenhain umzöge. In den folgenden Jahren ließ sie an Stelle des Holzgebäudes einen steinernen Gasthof errichten. Die im Siebenjährigen Krieg verbrannte Figur des Wilden Mannes mit Vollbart, Blätterschurz und Keule ließ sie 1775 in Sandstein erneuern und verkaufte ein Jahr später das Weingut wieder, woraufhin es abermals zu mehreren Eigentümerwechseln kam. Im Jahr 1791 wird das Gut als Wildemann erwähnt.
Ab August 1835 hatten Weingut und Gasthof dann getrennte Besitzer. Im Jahr 1883 erzwang die Reblaus die Aufgabe der Rebkulturen und, wie in weiten anderen Teilen des Dresdner Elbtals, das Ende des Weinbaus. Auf dem Gut wurde noch bis 1898 Landwirtschaft betrieben. Wegen Baufälligkeit wurden das noch bis zum Schluss als Wohnhaus genutzte Gebäude des Weingutes 1934 abgerissen. An der Fassade des Nachfolgebaus Döbelner Straße 110 erinnert heute eine Gedenktafel an das Gut.

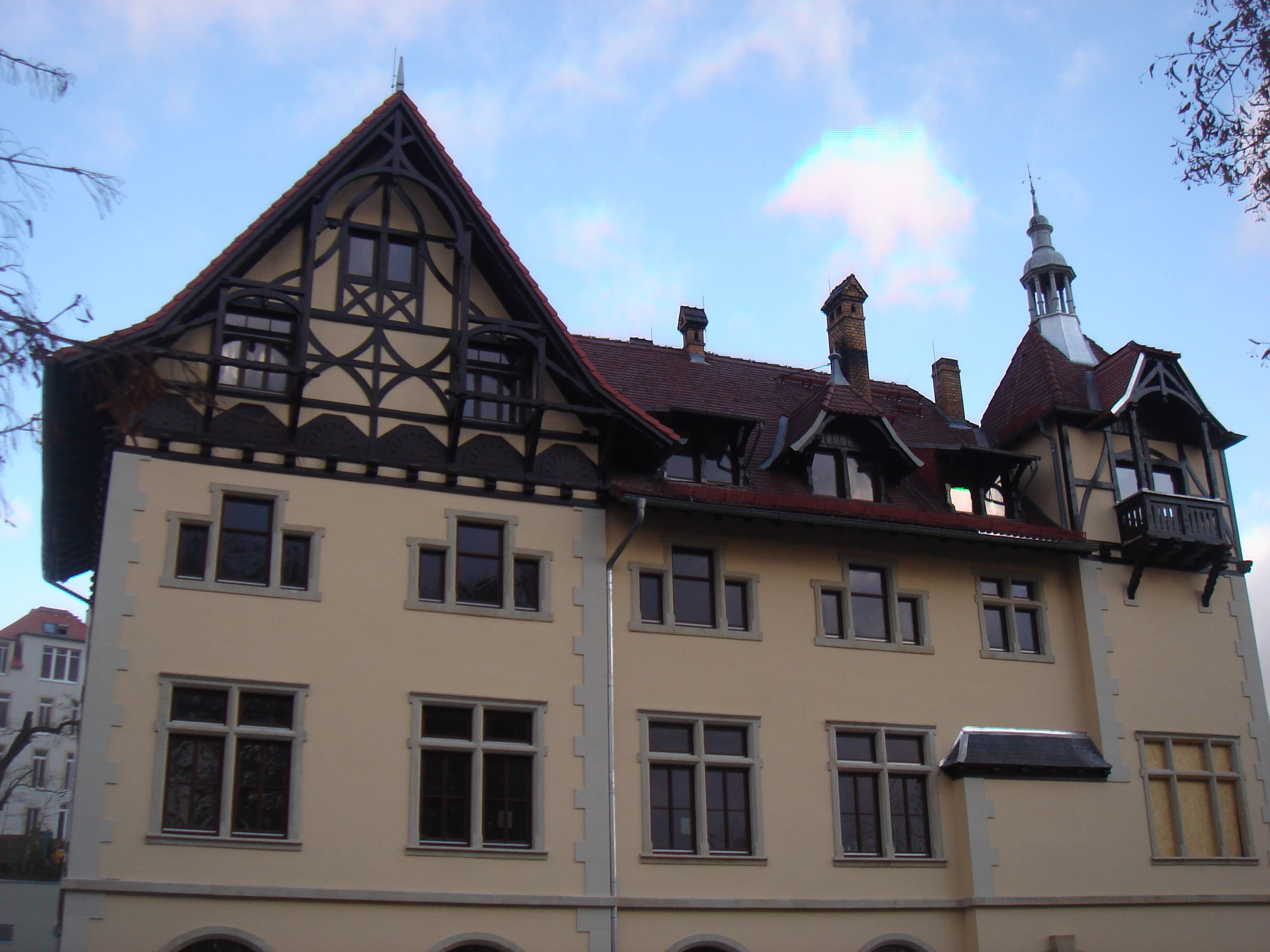
Das 2007 renovierte Gebäude des ehemaligen Ausflugsgasthofs Wilder Mann an der Döbelner Straße 130 in Trachenberge

Die Gastwirtschaft blieb auch nach Einstellung des Gutsbetriebes bestehen. Ab 1893 ließ der Schankwirt Gustav Weber die Gebäude für 97000 Mark umbauen und um einen Saal mit Gartenterrasse erweitern. Die Einweihung erfolgte am 25. Dezember 1894. Im Garten spielten regelmäßig Musikkapellen der Dresdner Garnison. Im Gastraum hatte Gustav Weber ein Ölgemälde des Kunstmalers Schmiegelow mit einer Kampfszene im Walde bei Trachenberge anbringen lassen. Die Eigentümer machten den Wilden Mann so zu einem beliebten Ausflugsziel am nordwestlichen Stadtrand. Es war durch die seit 1881 bis unmittelbar vor das Gebäude fahrende Straßenbahn für die Dresdner gut erreichbar (bereits seit 1858 bestand ein Pferdeomnibus-Anschluss). Unterbrochen wurde der Gaststättenbetrieb nur im Ersten Weltkrieg, als die Räume zu einer Reserveunterkunft der Königlich-Sächsischen Armee wurden. Das bis heute erhaltene Gasthofgebäude war nach der Nutzung als Reservelazarett der Wehrmacht gegen Ende des Zweiten Weltkrieges zunächst die Kreis- und anschließend – bis zum Umzug in die Maternistraße 17 – die Bezirksparteischule der SED und beherbergte ab 1969 das Studio Dresden des DDR-Fernsehens, nach der Wende des MDR. Nach 2000 stand es zunächst leer. Von 2007 bis Anfang 2008 wurde das Gebäude zu einem Wohn- und Geschäftshaus umfunktioniert. Auf dem Grundstück eröffnete an der Stelle der zuvor abgerissenen fünf Fernsehaufnahmestudios im November 2007 außerdem ein Discounter.
Gegen Ende des 19. Jahrhunderts war der Name der Gaststätte auch auf die nähere Umgebung übergegangen. Die im benachbarten Trachenberge schon seit etwa 1800 verstärkte Siedlungstätigkeit hatte auch vorm Wilden Mann nicht haltgemacht. In dem als Sommerfrische bekannten Ort entstanden vornehmlich Villen, von denen bis heute viele erhalten blieben. Der zu Trachau gehörige, flachere Teil des Viertels ist heute recht dicht bebaut, der zu Trachenberge gehörige Hang eher locker. Auf der Anhöhe des Elbhangs befindet sich ein kleines Plattenbaugebiet.
Das auch zum Wilden Mann zählende Gebiet unmittelbar westlich der Großenhainer Straße ist ebenfalls geschichtsträchtig. Hier befand sich das 1446 als Weinberg am alten Trachenberge erstmals erwähnte Weingut der Augustinermönche aus Altendresden. Am oberen Ende des Steilanstiegs der Großenhainer Straße, des sogenannten Wilder-Mann-Berges, stand seit 1880 die Bergwirtschaft. Dabei handelte es sich um ein im Volksmund als Bergziege bezeichnetes Ausflugslokal, von dessen Terrasse, dem sogenannten Balkon der Neustadt, man eine weite Aussicht über Dresden hatte. Dieses Restaurant wurde bis 1991 betrieben, danach dem Verfall preisgegeben und 2005 abgerissen. Seit 2007 steht an dieser Stelle das neu errichtete Hotel Bergwirtschaft Wilder Mann. Unmittelbar daneben befindet sich die denkmalgeschützte Villa Trinkl.

### Einwohnerentwicklung des Gutsbezirks
| Jahr | Einwohner                         |
| ---- | --------------------------------- |
| 1834 | 23                                |
| 1871 | 49                                |
| 1890 | 177                               |
| 1910 | Teil von Trachenberge, zu Dresden |

## Administrative Zugehörigkeit
Ab dem 18. Juni 1722 bildete das Weingut zusammen mit dem damals als Jeßnitz bezeichneten äußersten Norden der heutigen Leipziger Vorstadt den gemeinsamen Gutsbezirk Wilder Mann und war damit de facto eigenständig. Dieser unterstand direkt dem Landesherren und besaß die Ober- und Erbgerichtsbarkeit. Der gesamte Gutsbezirk wurde 1897 gemeinsam mit Trachenberge, Pieschen und Hellerberge nach Dresden eingemeindet. Zunächst wurde er vollständig der Gemarkung Trachenberge zugerechnet; seit Mitte der 1950er Jahre gehört der Ostteil des ehemaligen Gutsbezirks, auf dem in der Zwischenzeit die Siedlung Oberer Hecht entstanden war, jedoch zur Leipziger Vorstadt und damit zur Gemarkung Neustadt. Seit 1957 gehörten beide Teile des früheren Gutsbezirks zum Stadtbezirk Dresden-Nord; seit 1991 liegt der Westteil, also das heutige Stadtviertel Wilder Mann, im Stadtbezirk Pieschen.

## Verkehr
Das Stadtviertel ist trotz seiner spürbaren Randlage gut an das städtische Verkehrsnetz angeschlossen. Die Endhaltestelle der Straßenbahnlinie 3 heißt Wilder Mann und liegt direkt am ehemaligen Gasthof. Ferner halten die Buslinie 80 sowie Überland-Buslinien in dem Stadtviertel. Auch die 1941 angelegte Anschlussstelle der Autobahn 4 unmittelbar nördlich des Viertels trägt den Namen Wilder Mann. Die alte Viehtriebe vom Dorfkern Alttrachau aus heißt heute bis in das Gebiet des Stadtviertels hinein Wilder-Mann-Straße.

## Trivia
- Die in der Dresdner Neustadt ansässige Hausbrauerei Schwingenheuer braut ein nach dem Stadtviertel benanntes sechsprozentiges dunkles Bockbier.[5]
- Obwohl der Wilde Mann in recht großem Abstand zur Elbe liegt (Entfernung zur Pieschener Flussschleife ca. 2 Kilometer), standen die niedrigen Lagen des Viertels, so auch der Hof des Weingutes, während der Sächsischen Sintflut am 31. März 1845 unter Wasser. Verursacht wurde dies durch Rückstau in einem parallel zum Berghang, entlang der Schützenhofstraße, nach Kaditz führenden alten Elbarm. Eine erneute Überflutung des Geländes beim Jahrhunderthochwasser 2002 konnte durch den Damm der Bahnstrecke Leipzig–Dresden und den unter deren Überbrückung der Leipziger Straße errichteten Sandsackwall verhindert werden.
- Den Namen „Wilder Mann“ trägt heute eine Gaststätte auf der anderen Seite der Großenhainer Straße. Im Hinterhaus dieses Gebäudes wohnte in den 1920er Jahren auch der erfolgreiche Leichtathlet Rudolf Harbig.